# Polyphagozerra coffeae
Zeuzera coffeae là một loài côn trùng trong họ Cossidae. Loài này được Nietner miêu tả khoa học đầu tiên năm 1861.
Đây là loài gây hại của cây Terminalia brassii, phát triển phổ biến ở Indonesia.